# 그러게 말야
그러게 말야는 한국방송공사 드라마이다.

## 제작진
- 극본 : 유호
- 연출 : 정병식

## 출연진
- 강부자
- 김형자
- 신구
- 연운경
- 최화정
- 하대경